# Fumay
Fumay is een plaats in het noorden van Frankrijk, in het departement Ardennes. Tot 1 januari 2015 was het de hoofdplaats van het kanton Fumay voor het werd ondergebracht in het kanton Revin in het arrondissement Charleville-Mézières. Fumay telde op 1 januari 2022 3.118 inwoners.

## Geografie
De oppervlakte van Fumay bedroeg op 1 januari 2022 37,56 vierkante kilometer; de bevolkingsdichtheid was toen 83 inwoners per km².
De onderstaande kaart toont de ligging van Fumay met de belangrijkste infrastructuur en aangrenzende gemeenten.

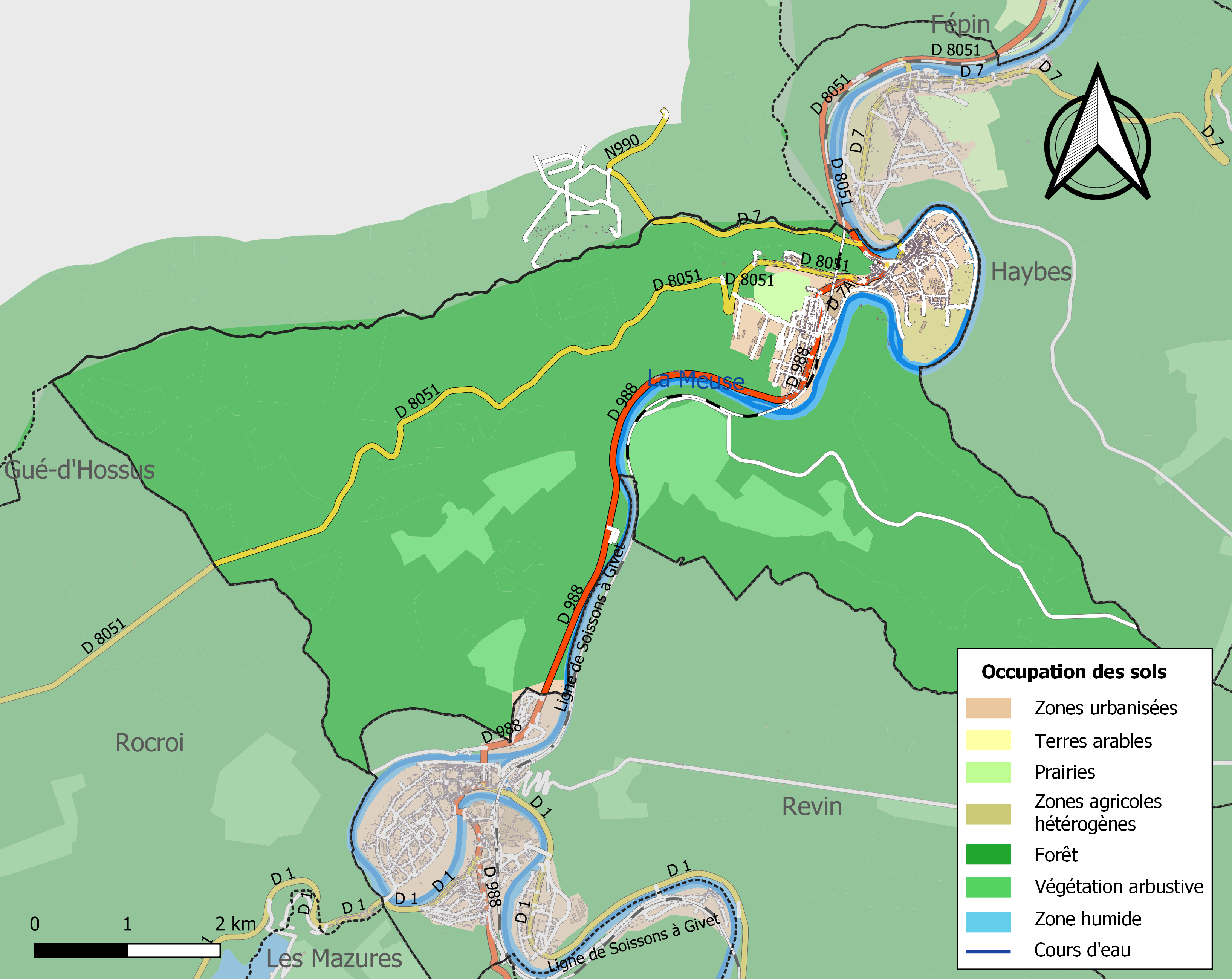

Fumay ligt aan de Maas in de Franse Ardennen aan de zuidkant van de pointe de Givet, op de plaats waar de Maas een haast volledig ingesnoerde meander vormt. De Frans-Belgische staatsgrens bevindt zich op minder dan 2 km van het stadscentrum. Fumay grenst in het noorden en oosten aan Haybes, waarmee het een quasi aaneengesloten bebouwing heeft, in het zuiden aan Revin, de hoofdplaats van het gelijknamige arrondissement waartoe Fumay behoort, in het noordwesten aan de Belgische gemeente Viroinval, meer bepaald Oignies-en-Thiérache en in het zuidwesten aan Rocroi.

## Geschiedenis
De nederzetting zou gesticht zijn in het begin van de 4e eeuw door de heilige Maternus. In 762 schonk Pepijn de Korte het gebied aan de rijksabdij Prüm. Die verleende in 1157 de toelating om leisteen te winnen. Ten minste vanaf de 15e eeuw werd leisteen over de Maas uitgevoerd naar de Lage Landen. In 1885 stelde deze exploitatie nog 718 mensen tewerk, waarvan 51 kinderen. Het stadje voerde trots de titel capitale de l'ardoise (hoofdstad van de leisteen). In 1971 echter sloot de laatste steengroeve. Ondertussen was er ook een belangrijke metaalnijverheid actief, maar ook deze branche werd grotendeels opgedoekt in de jaren 1970. Hierdoor daalde het inwonersaantal van meer dan 6800 in 1968 naar slechts 4670 in 1999. De pittoreske ligging met talloze uitzichtpunten, de bosrijke omgeving en de veelvuldige sporen van het industriële verleden zorgen voor een (beperkte) toeristische activiteit.

## Bezienswaardigheden
- Fumay ligt aan de Maas en maakt deel uit van de "voie verte", een 128 km lange geasfalteerde fietsroute langs de rivier, tussen Sedan en Givet.
- Het attractiepark "Terraltitude" heeft onder meer een kabelbaan over de Maas heen.

## Demografie
Onderstaande figuur toont het verloop van het inwoneraantal van Fumay vanaf 1962.
Vanwege een beveiligingsprobleem met de MediaWiki Graph-software is het momenteel niet mogelijk deze grafiek weer te geven. Zodra de software is bijgewerkt zal de grafiek vanzelf weer zichtbaar worden.

## Afbeeldingen

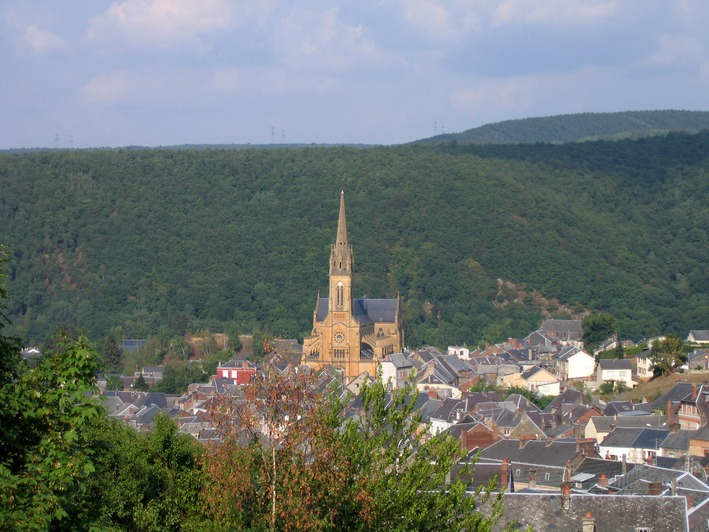
Fumay, dorp en kerk
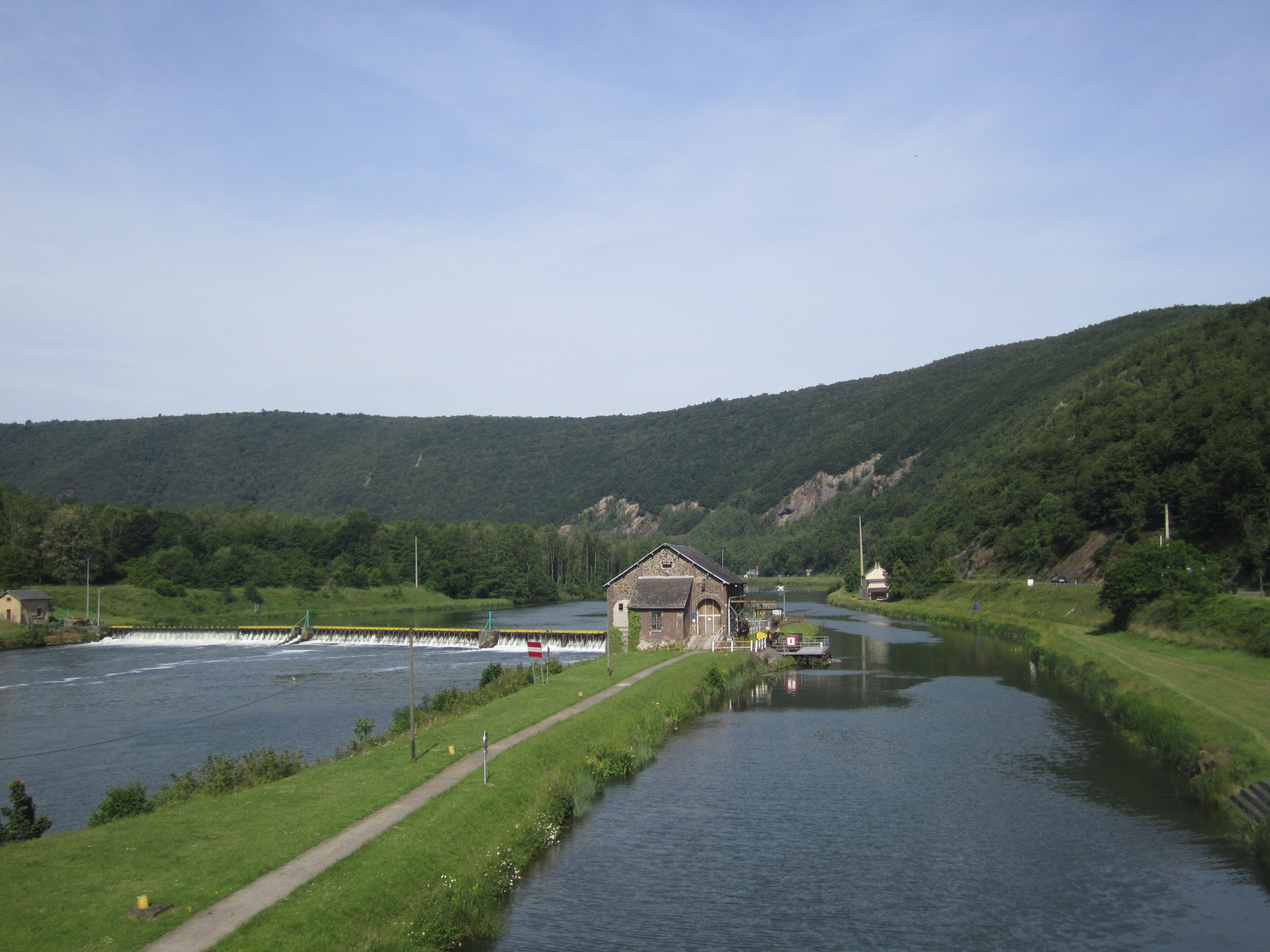
De Maas voor Fumay
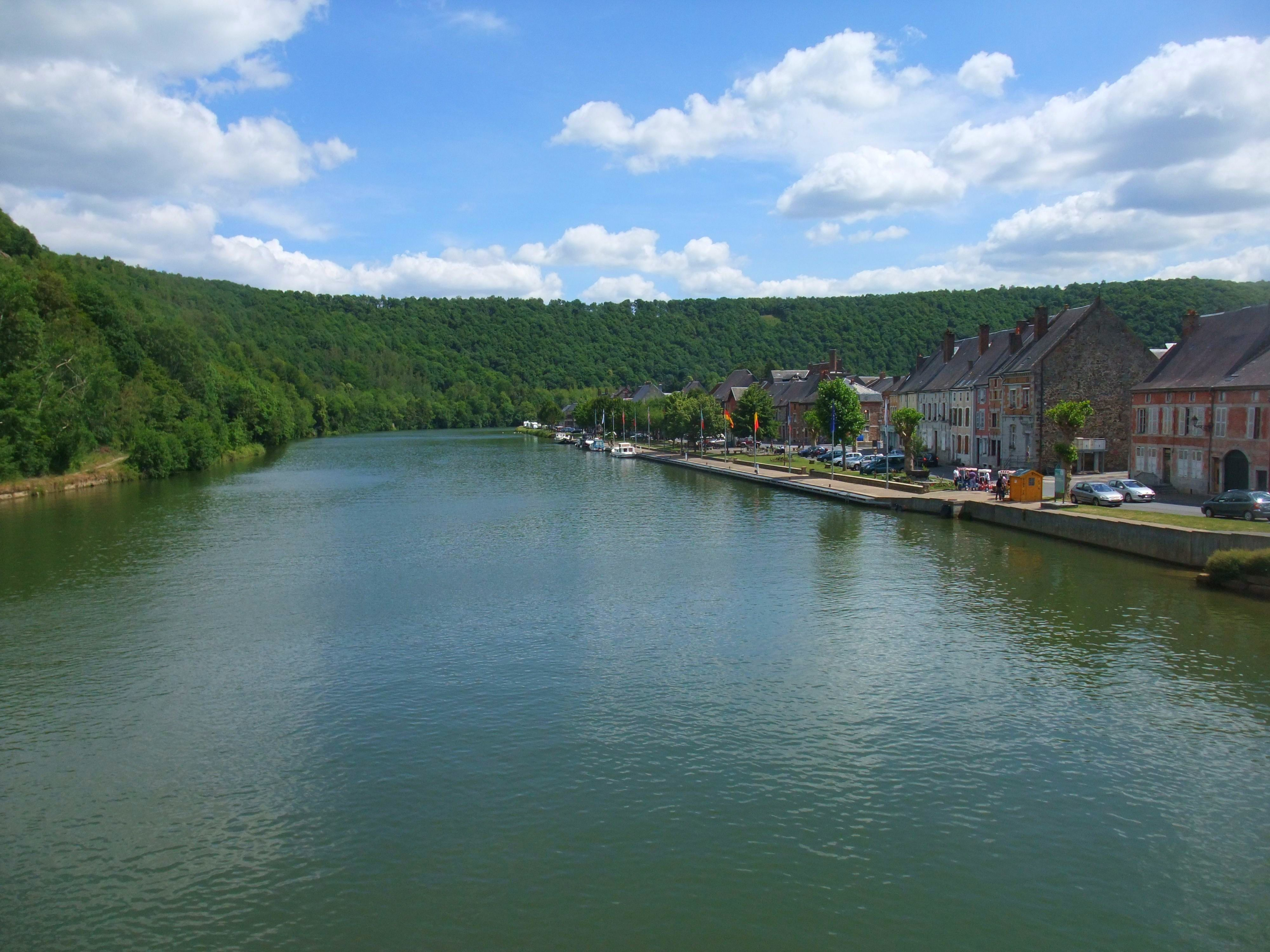
De Maas
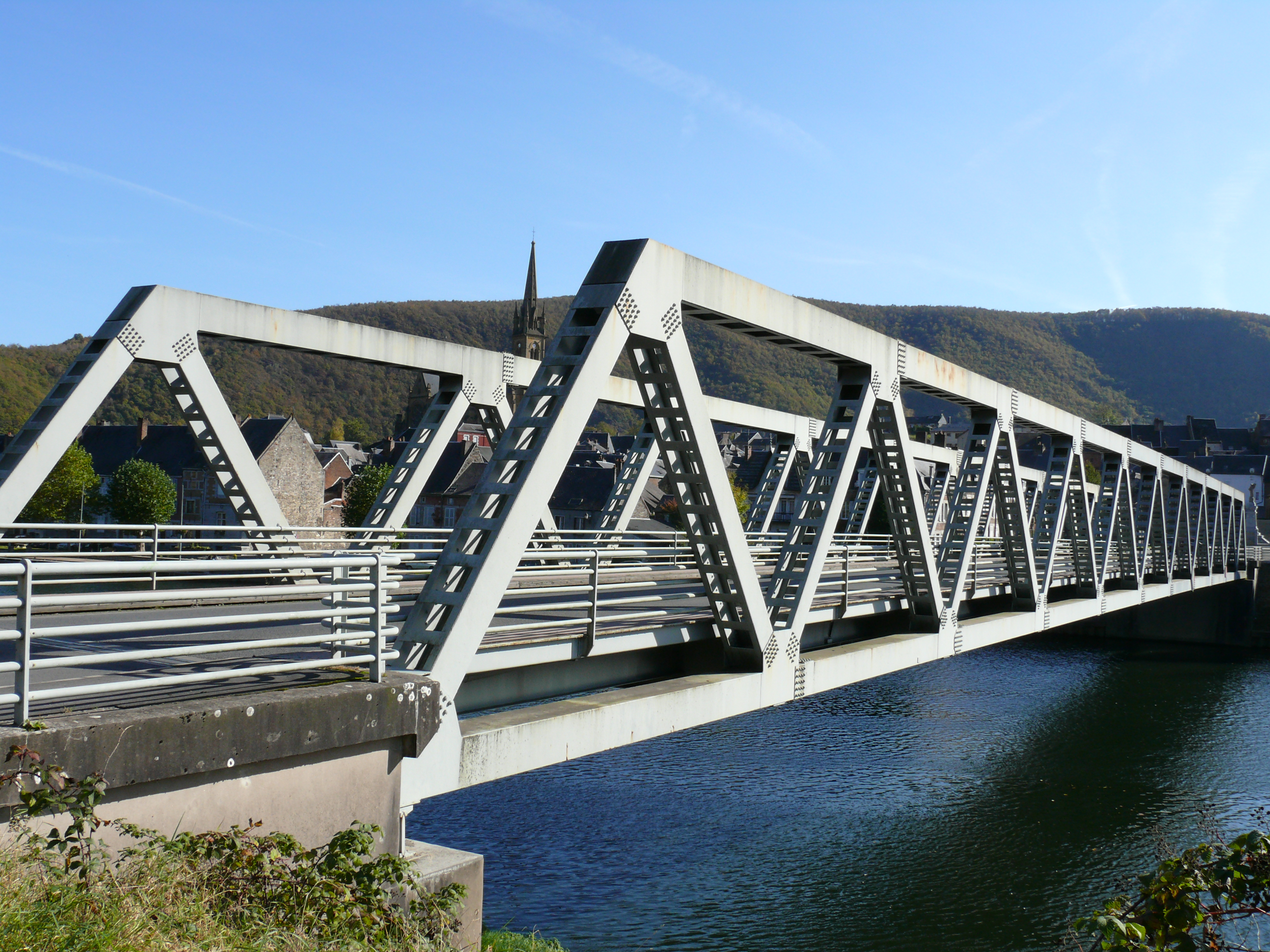
Brug over de Maas
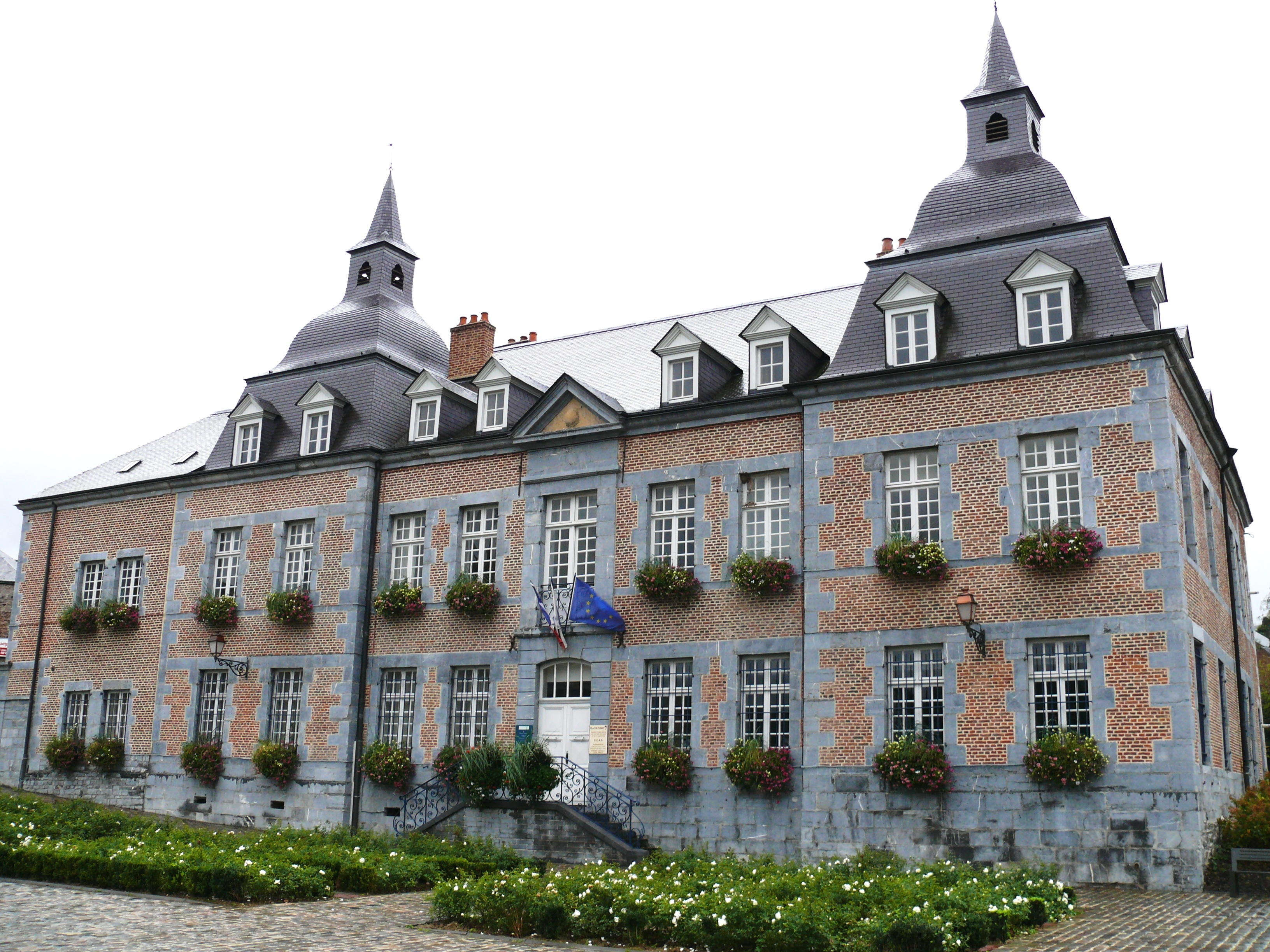
Kasteel

Anchamps · Fépin · Fumay · Hargnies · Haybes · Montigny-sur-Meuse · Revin